# Javornický potok (přítok Kněžné)
Javornický potok je levostranný přítok řeky Kněžné v okrese Rychnov nad Kněžnou v Královéhradeckém kraji. Délka toku činí 11,2 km. Plocha povodí měří 23,9 km².

## Průběh toku
Potok pramení mezi Javornicí a osadou Přím nedaleko silnice II/319 v nadmořské výšce okolo 465 m. V nejhornější části teče jihozápadním směrem k jižnímu okraji Javornice. Zde se obrací na severozápad a protéká obcí po celé její délce. V severní části obce přijímá zprava Bělský potok, který je jeho největším přítokem. Po opuštění Javornice se potok otáčí na západ a vtéká to zalesněného hlubšího údolí. Postupně se stáčí na jihozápad. V tomto úseku protéká Přírodním parkem Les Včelný, kde zadržuje jeho vody Ivanské jezero. Pod Ivanským jezerem směřuje Javornický potok krátce na jihozápad, poté se obrací na západ k Rychnovu nad Kněžnou a opouští přírodní park na severovýchodním okraji města. Do řeky Kněžné se vlévá na 11,4 říčním kilometru v nadmořské výšce okolo 325 m.

### Větší přítoky
- Bělský potok (hčp 1-02-01-075) je pravostranný přítok pramenící severovýchodně od Bělé v nadmořské výšce okolo 615 m. Na horním a středním toku teče jihozápadním směrem, protéká výše zmíněnou osadou. Na dolním toku směřuje na západ. Do Javornického potoka se vlévá v Javornici na 6,0 říčním kilometru v nadmořské výšce okolo 380 m. Délka toku činí 4,8 km.[1] Plocha povodí měří 5,9 km².[2]

## Vodní režim
Průměrný průtok Javornického potoka u ústí činí 0,24 m³/s.